# ICAO空港コードの一覧/R
ICAOコードによる空港の一覧：A - B - C - D - E - F - G - H - I - J - K（KA - KG - KN） - L - M - N - O - P - Q - R - S - T - U - V - W - X - Y - Z
この一覧では次のような形式で列挙する。
- ICAOコード（IATAコード）– 空港名 – 空港の所在地

## RC - 台湾
カテゴリと一覧も参照
- RCBS (KNH) – 金門空港 – 金門県金湖鎮
- RCCM (CMJ) – 七美空港 – 澎湖県七美郷
- RCFG (LZN) – 馬祖南竿空港 – 連江県南竿郷
- RCFN (TTT) – 台東空港 – 台東県台東市
- RCGI (GNI) – 緑島空港 – 台東県緑島郷
- RCKH (KHH) – 高雄国際空港 – 高雄市小港区
- RCKU (CYI) – 嘉義空港 – 嘉義県水上郷
- RCKW (HCN) – 恒春空港 – 屏東県恒春鎮
- RCLY (KYD) – 蘭嶼空港 – 台東県蘭嶼郷
- RCMQ (RMQ) – 台中国際空港 – 台中市沙鹿区
- RCMT (MFK) – 馬祖北竿空港 – 連江県北竿郷
- RCNN (TNN) – 台南空港 – 台南市南区
- RCPO (HSZ) – 新竹空軍基地（英語版） – 新竹市北区
- RCQC (MZG) – 馬公空港 – 澎湖県湖西郷
- RCSP – 太平島空港 – 太平島
- RCSQ (PIF) – 屏東空港 – 屏東県屏東市
- RCSS (TSA) – 台北松山空港 – 台北市松山区
- RCTP (TPE) – 台湾桃園国際空港 – 桃園市大園区
- RCWA (WOT) – 望安空港 – 澎湖県望安郷
- RCYU (HUN) – 花蓮空港 – 花蓮県新城郷

## RJ・RO - 日本
カテゴリと一覧も参照

### RJ
- RJAA (NRT) – 成田国際空港 – 千葉県成田市
- RJAF (MMJ) – 松本空港（信州まつもと空港） – 長野県松本市
- RJAH (IBR) – 百里飛行場（茨城空港・百里基地） – 茨城県小美玉市
- RJAI - 市ヶ谷場外離着陸場（防衛省市ヶ谷地区） - 東京都新宿区
- RJAK – 霞ヶ浦飛行場（霞ヶ浦駐屯地） – 茨城県土浦市
- RJAM (MUS) – 南鳥島航空基地 – 東京都小笠原村
- RJAN – 新島空港 – 東京都新島村
- RJAT - 富士場外離着陸場（滝ヶ原駐屯地） - 静岡県御殿場市
- RJAW (IWO) – 硫黄島航空基地 – 東京都小笠原村
- RJAZ – 神津島空港 – 東京都神津島村
- RJBB (KIX) – 関西国際空港 (泉州空港) – 大阪府泉佐野市
- RJBD (SHM) – 南紀白浜空港 – 和歌山県白浜町
- RJBE (UKB) – 神戸空港 – 神戸市
- RJBG - 神戸航空交通管制部 - 神戸市
- RJBH (HIW) – 広島西飛行場 – 広島市（廃港）
- RJBK – 岡南飛行場 – 岡山市
- RJBM – 舞鶴航空基地 – 京都府舞鶴市
- RJBT (TJH) – 但馬空港（コウノトリ但馬空港） – 兵庫県豊岡市
- RJBY - EXPO vertiport - 大阪・関西万博 - 大阪府大阪市此花区夢洲(大阪・関西万博会場内).
- RJCA – 旭川飛行場（旭川駐屯地） – 北海道旭川市
- RJCB (OBO) – 帯広空港（とかち帯広空港） – 北海道帯広市
- RJCC (CTS) – 新千歳空港 – 北海道千歳市
- RJCG - 札幌航空交通管制部 - 札幌市（2024年10月1日付で廃止）
- RJCH (HKD) – 函館空港 – 北海道函館市
- RJCJ – 千歳飛行場(千歳基地) – 北海道千歳市
- RJCK (KUH) – 釧路空港（たんちょう釧路空港） – 北海道釧路市
- RJCM (MMB) – 女満別空港 – 北海道大空町
- RJCN (SHB) – 中標津空港（根室中標津空港） – 北海道中標津町
- RJCO (OKD) – 札幌飛行場（丘珠空港、丘珠駐屯地） – 札幌市
- RJCR (RBJ) – 礼文空港 – 北海道礼文町
- RJCS - 計根別飛行場（別海駐屯地）- 北海道別海町
- RJCT – 十勝飛行場（帯広駐屯地） – 北海道帯広市
- RJCW (WKJ) – 稚内空港 – 北海道稚内市
- RJCY - 八雲飛行場（八雲分屯基地） - 北海道八雲町
- RJDA (AXJ) – 天草飛行場 – 熊本県天草市
- RJDB (IKI) – 壱岐空港 – 長崎県壱岐市
- RJDC (UBJ) – 山口宇部空港 – 山口県宇部市
- RJDG - 福岡航空交通管制部 - 福岡市
- RJDK – 上五島空港 – 長崎県上五島町
- RJDM – 目達原飛行場（目達原駐屯地） – 佐賀県吉野ヶ里町
- RJDO – 小値賀空港 – 長崎県小値賀町
- RJDR - 航空交通管理センター（福岡FIR:無人航空機） - 福岡市
- RJDT (TSJ) – 対馬空港（対馬やまねこ空港） – 長崎県対馬市
- RJDU (OMJ) – 大村航空基地（旧・長崎空港A滑走路地区） – 長崎県大村市
- RJEB (MBE) – 紋別空港（オホーツク紋別空港） – 北海道紋別市
- RJEC (AKJ) – 旭川空港 – 北海道東神楽町
- RJEO (OIR) – 奥尻空港 – 北海道奥尻町
- RJER (RIS) – 利尻空港 – 北海道利尻富士町
- RJFA – 芦屋飛行場 (芦屋基地) – 福岡県芦屋町,岡垣町
- RJFC (KUM) – 屋久島空港 – 鹿児島県屋久島町
- RJFE (FUJ) – 福江空港 – 長崎県五島市
- RJFF (FUK) – 福岡空港（春日基地板付地区） – 福岡市
- RJFG (TNE) – 種子島空港（コスモポート種子島） – 鹿児島県中種子町
- RJFH - 福岡空港奈多地区（奈多ヘリポート）- 福岡市
- RJFK (KOJ) – 鹿児島空港 – 鹿児島県霧島市
- RJFM (KMI) – 宮崎空港（宮崎ブーゲンビリア空港） – 宮崎市
- RJFN – 新田原飛行場（新田原基地）– 宮崎県新富町
- RJFO (OIT) – 大分空港 – 大分県国東市
- RJFR (KKJ) – 北九州空港 – 福岡市北九州市
- RJFS (HSG) – 佐賀空港（九州佐賀国際空港） – 佐賀市
- RJFT (KMJ) – 熊本空港（阿蘇くまもと空港・高遊原分屯地） – 熊本県益城町
- RJFU (NGS) – 長崎空港 – 長崎県大村市
- RJFY – 鹿屋飛行場(鹿屋航空基地) – 鹿児島県鹿屋市
- RJFZ – 築城飛行場(築城基地) – 福岡県築上町
- RJGG (NGO) – 中部国際空港（セントレア） – 愛知県常滑市
- RJJJ - 航空交通管理センター（福岡FIR） - 福岡市
- RJJW - 航空交通管理センター（福岡FIR:交通流制御） - 福岡市
- RJJX - 航空交通管理センター（福岡FIR:交通流制御） - 福岡市
- RJJY - 航空交通管理センター（福岡FIR:交通流制御） - 福岡市
- RJJZ - 航空交通管理センター（福岡FIR:交通流制御） - 福岡市
- RJKA (ASJ) – 奄美空港 – 鹿児島県奄美市
- RJKB (OKE) – 沖永良部空港（えらぶゆりの島空港） – 鹿児島県和泊町
- RJKI (KKX) – 喜界空港 – 鹿児島県喜界町
- RJKN (TKN) – 徳之島空港（徳之島子宝空港） – 鹿児島県天城町
- RJNA (NKM) – 名古屋飛行場（県営名古屋空港） – 愛知県豊山町
- RJNF (FKJ) – 福井空港 – 福井県坂井市
- RJNG – 岐阜飛行場（岐阜基地） – 岐阜県各務原市
- RJNH – 浜松飛行場（浜松基地） – 静岡県浜松市
- RJNK (KMQ) – 小松空港（小松基地） – 石川県小松市
- RJNO (OKI) – 隠岐空港（隠岐世界ジオパーク空港） – 島根県隠岐の島町
- RJNS (FSZ) – 静岡空港（富士山静岡空港） – 静岡県牧之原市
- RJNT (TOY) – 富山空港（富山きときと空港） – 富山市
- RJNW (NTQ) – 能登空港（のと里山空港） – 石川県輪島市
- RJNY – 静浜飛行場（静浜基地） – 静岡県焼津市
- RJOA (HIJ) – 広島空港 – 広島県三原市
- RJOB (OKJ) – 岡山空港（岡山桃太郎空港） – 岡山市
- RJOC (IZO) – 出雲空港（出雲縁結び空港） – 島根県出雲市
- RJOE – 明野飛行場（明野駐屯地） – 三重県伊勢市
- RJOF - 防府飛行場（防府北基地、防府分屯地） - 山口県防府市
- RJOH (YGJ) – 美保飛行場（米子空港、米子鬼太郎空港、美保基地、美保分屯地） – 鳥取県境港市
- RJOI (IWK) – 岩国飛行場（岩国空港、岩国錦帯橋空港、岩国基地） – 山口県岩国市
- RJOK (KCZ) – 高知空港（高知龍馬空港） – 高知県南国市
- RJOM (MYJ) – 松山空港 – 松山市
- RJOO (ITM) – 大阪国際空港（伊丹空港） – 兵庫県伊丹市
- RJOP - 小松島航空基地 - 徳島県小松島市
- RJOR (TTJ) – 鳥取空港（鳥取砂丘コナン空港） – 鳥取市
- RJOS (TKS) – 徳島飛行場（徳島空港、徳島阿波おどり空港、北徳島分屯地） – 徳島県松茂町
- RJOT (TAK) – 高松空港 – 高松市
- RJOW (IWJ) – 石見空港（萩・石見空港） – 島根県益田市
- RJOY – 八尾飛行場(八尾駐屯地) – 大阪府八尾市
- RJOZ - 小月飛行場(小月航空基地) – 山口県下関市
- RJSA (AOJ) – 青森空港 – 青森市
- RJSC (GAJ) – 山形空港（おいしい山形空港・神町駐屯地飛行場地区） – 山形県東根市
- RJSD (SDS) – 佐渡空港 – 新潟県佐渡市
- RJSF (FKS) – 福島空港 – 福島県玉川村
- RJSH - 八戸飛行場（八戸航空基地・八戸駐屯地） - 青森県八戸市
- RJSI (HNA) – 花巻空港（いわて花巻空港） – 岩手県花巻市
- RJSK (AXT) – 秋田空港（秋田分屯基地） – 秋田市
- RJSM (MSJ) – 三沢飛行場(三沢基地) – 青森県三沢市
- RJSN (KIJ) – 新潟空港(新潟分屯基地) – 新潟市
- RJSO - 大湊航空基地 - 青森県むつ市
- RJSR (ONJ) – 大館能代空港（あきた北空港） – 秋田市
- RJSS (SDJ) – 仙台空港（仙台国際空港） – 宮城県名取市
- RJST – 松島飛行場（松島基地） – 宮城県東松島市
- RJSU – 霞目飛行場 (霞目駐屯地) – 仙台市
- RJSY (SYO) – 庄内空港（おいしい庄内空港） – 山形県酒田市
- RJTA (NJA) – 厚木海軍飛行場 – 神奈川県綾瀬市
- RJTC – 立川飛行場(立川駐屯地) – 東京都立川市
- RJTD - 福岡FIR/気象庁 - 東京都千代田区
- RJTF – 調布飛行場 – 東京都調布市
- RJTG - 東京航空交通管制部 - 埼玉県所沢市
- RJTH (HAC) – 八丈島空港 – 東京都八丈町
- RJTI – 東京ヘリポート – 東京都江東区
- RJTJ – 入間飛行場 (入間基地) – 埼玉県狭山市
- RJTK – 木更津飛行場（木更津駐屯地） – 千葉県木更津市
- RJTL – 下総航空基地 – 千葉県柏市
- RJTO (OIM) – 大島空港 – 東京都大島町
- RJTQ (MYE) – 三宅島空港 – 東京都三宅村
- RJTS – 相馬原飛行場（相馬原駐屯地） – 群馬県榛東村
- RJTR - キャスナー飛行場（キャンプ座間） - 神奈川県座間市
- RJTT (HND) – 東京国際空港（羽田空港） – 東京都大田区
- RJTU (QUT) - 宇都宮飛行場（北宇都宮駐屯地）- 栃木県宇都宮市
- RJTY (OKO) – 横田飛行場  (横田基地) – 東京都福生市

### RO
- ROAH (OKA) – 那覇空港（那覇基地・那覇航空基地・那覇駐屯地） – 那覇市
- ROBL - 航空交通管理センター（福岡FIR:航空障害灯、昼間障害標識） - 福岡市
- RODN (DNA) – 嘉手納飛行場 – 沖縄県沖縄市
- ROIG (ISG) – 石垣空港 – 沖縄県石垣市
- ROKJ (UEO) – 久米島空港 – 沖縄県久米島町
- ROKR (KJP) – 慶良間空港 – 沖縄県座間味村
- ROMD (MMD) – 南大東空港 – 沖縄県南大東村
- ROMY (MMY) – 宮古空港 – 沖縄県宮古島市
- RORA (AGJ) – 粟国空港 – 沖縄県粟国村
- RORE (IEJ) – 伊江島空港 – 沖縄県伊江村
- RORG - 那覇航空交通管制部 - 那覇市（廃止され、神戸航空交通管制部那覇分室に格下げ）
- RORH (HTR) – 波照間空港 – 沖縄県竹富町
- RORK (KTD) – 北大東空港 – 沖縄県北大東村
- RORS (SHI) – 下地島空港 – 沖縄県宮古島市
- RORT (TRA) – 多良間空港 – 沖縄県多良間村
- RORY (RNJ) – 与論空港 – 鹿児島県与論町
- ROTM  – 普天間飛行場 – 沖縄県宜野湾市
- ROYN (OGN) – 与那国空港 – 沖縄県与那国町

## RK - 大韓民国
カテゴリと一覧も参照
- RKDD - 独島ヘリポート - 鬱陵郡独島
- RKJB (MWX) – 務安国際空港 – 務安郡望雲面
- RKJJ (KWJ) – 光州空港 – 光州広域市
- RKJK (KUV) – 群山空港 – 群山市
- RKJM (MPK) – 木浦空港 – 霊岩郡三湖邑
- RKJK (KUV) – 群山空軍基地 – 群山市
- RKJY (RSU) – 麗水空港 – 麗水市
- RKND (SHO) – 束草飛行場 – 襄陽郡
- RKNN (KAG) – 江陵飛行場 – 江陵市
- RKNW (WJU) – 原州空港 – 原州市
- RKNY (YNY) – 襄陽国際空港 – 襄陽郡
- RKPC (CJU) – 済州国際空港 – 済州市
- RKPK (PUS) – 金海国際空港 – 釜山広域市
- RKPS (HIN) – 泗川空港 – 泗川市
- RKPU (USN) – 蔚山空港 – 蔚山広域市
- RKSI (ICN) – 仁川国際空港 – 仁川広域市
- RKSM (SSN) – ソウル空軍基地 – 城南市
- RKSO (OSN) – 烏山空軍基地 – 烏山市
- RKSS (GMP) – 金浦国際空港 – ソウル特別市
- RKTE – 星武飛行場 – 清州市
- RKTH (KPO) – 浦項空港 – 浦項市
- RKTN (TAE) – 大邱国際空港 – 大邱広域市
- RKTU (CJJ) – 清州国際空港 – 清州市

## RP - フィリピン
カテゴリと一覧も参照
- RPLB (SFS) – スービック・ベイ国際空港 – スービック経済特別区
- RPLC (CRK) – クラーク国際空港 – クラーク経済特別区
- RPLI (LAO) – ラオアグ国際空港 – ラオアグ
- RPLL (MNL) – ニノイ・アキノ国際空港 – マニラ首都圏
- RPLN – w:Palanan Airport – Palanan
- RPLO (CYU) – w:Cuyo Airport – パラワン州Cuyo
- RPLP (LGP) – レガスピ空港 – レガスピ
- RPLU (LBX) – w:Lubang Airport – ルバング島
- RPMA (AAV) – アッラー・バレー空港 – スラーラ（英語版）
- RPMR (GES) – タンブラー空港（ジェネラル・サントス国際空港） – ジェネラル・サントス
- RPMC (CBO) – コタバト空港 – コタバト
- RPMD (DVO) – ダバオ国際空港 – ダバオ
- RPME (BXU) – バンカシ空港 – ブトゥアン
- RPMF (BPH) – w:Bislig Airport – Bislig
- RPMG (DPL) – w:Dipolog Airport – ディポログ
- RPMH (CGM) – Mambajao Airport (w:Camiguin Airport) – Mambajao
- RPMI (IGN) – w:Maria Cristina Airport – イリガン
- RPMJ (JOL) – w:Jolo Airport – ホロ
- RPML (CGY) – w:Lumbia Airport – カガヤン・デ・オロ
- RPMM (MLP) – w:Malabang Airport – Malabang
- RPMN (SGS) – w:Sanga-Sanga Airport – Bongao
- RPMO (OZC) – w:Labo Airport – オザミス
- RPMP (PAG) – w:Pagadian Airport – パガディアン
- RPMQ (MXI) – w:Imelda R. Marcos Airport – Mati
- RPMR (GES) – タンブラー空港 – ミンダナオ島
- RPMS (SUG) – w:Surigao Airport – スリガオ
- RPMV (IPE) – w:Ipil Airport – サンボアンガ・デル・スル州
- RPMW (TDG) – w:Tandag Airport – Tandag
- RPMY (CGY) – ラギンディガン国際空港 – 北ミンダナオ
- RPMZ (ZAM) – サンボアンガ国際空港 – サンボアンガ市
- RPSM (MSN) – w:Panan-awan Airport – 南レイテ州Maasin City
- RPUB (BAG) – w:Loakan Airport – バギオ
- RPUD (DTE) – w:Bagasbas Airport – Daet
- RPUH – サンホセ空港 – San Jose (Mindoro)
- RPUI – w:Iba Airport – Iba, サンバレス州
- RPUK – w:Calapan Airport – Calapan
- RPUN (WNP) – w:Naga Airport – Naga / Pili
- RPUO (BSO) – w:Basco Airport – バスコ
- RPUQ – w:Mindoro Airport – ビガン
- RPUR (BQA) – w:Baler Airport – Baler
- RPUS (SFE) – San Fernando Airport – サンフェルナンド
- RPUT (TUG) – w:Tuguegarao Airport – Tuguegarao
- RPUV (VRC) – w:Virac Airport – Virac
- RPUW (MRQ) – w:Marinduque Airport – Gasan
- RPUX – w:Plaridel Airport – Plaridel
- RPUY (CYZ) – w:Cauayan Airport – Cauayan
- RPVA (TAC) – ダニエル・Z・ロマオルデス空港 – タクロバン
- RPVB (BCD) – バコロド＝シライ国際空港 – バコロド
- RPVC (CYP) – w:Calbayog Airport – Calbayog
- RPVD (DGT) – w:Sibulan Airport – ドゥマゲテ
- RPVE (MPH) – ゴドフレド・P・ラモス空港 – Caticlan/ボラカイ島
- RPVF (CRM) – w:Catarman National Airport – Catarman
- RPVI (ILO) – イロイロ国際空港 – イロイロ
- RPVJ (MBT) – Masbate Airport – Masbate
- RPVK (KLO) – カリボ国際空港 – Kalibo
- RPVM (CEB) – マクタン・セブ国際空港 – ラプ＝ラプ市
- RPVO (OMC) – w:Ormoc Airport – オルモック
- RPVP (PPS) – プエルト・プリンセサ国際空港 – プエルト・プリンセサ
- RPVR (RXS) – w:Roxas Airport – ロハス
- RPVS (SJI) – w:Evelio Javier Airport (formerly Antique Airport) – サンホセ
- RPVT (TAG) – タグビララン空港 – タグビララン
- RPVU (TBH) – w:Tugdan Airport (Romblon Airport) – ロンブロン州タブラス島
- RPVV (USU) – w:Francisco Reyes Airport (Coran Airport) – Busuanga
- RPXU – w:Sorsogon Airport – Sorsogon City

## 参考資料
- “ICAO Location Indicators by State” (PDF).  国際民間航空機関 (2006年1月12日). 2009年5月17日閲覧。
- “United Nations Code for Trade and Transport Locations [includes IATA codes]”. UN/LOCODE 2006-2.  UNECE (2007年4月30日). 2009年5月17日閲覧。